# Synallaxe de Cory
Asthenes coryi
Espèce
Statut de conservation UICN

 LC  : Préoccupation mineure
Le Synallaxe de Cory (Asthenes coryi anciennement Schizoeaca coryi) est une espèce de passereau appartenant à la famille des Furnariidae.
Le nom de cet oiseau commémore l'ornithologue américain Charles Barney Cory (1857-1921).

## Taxinomie
Cette espèce était placée dans le genre Schizoeaca avant les travaux de Derryberry et al. (2010).